# Oviksfjällen

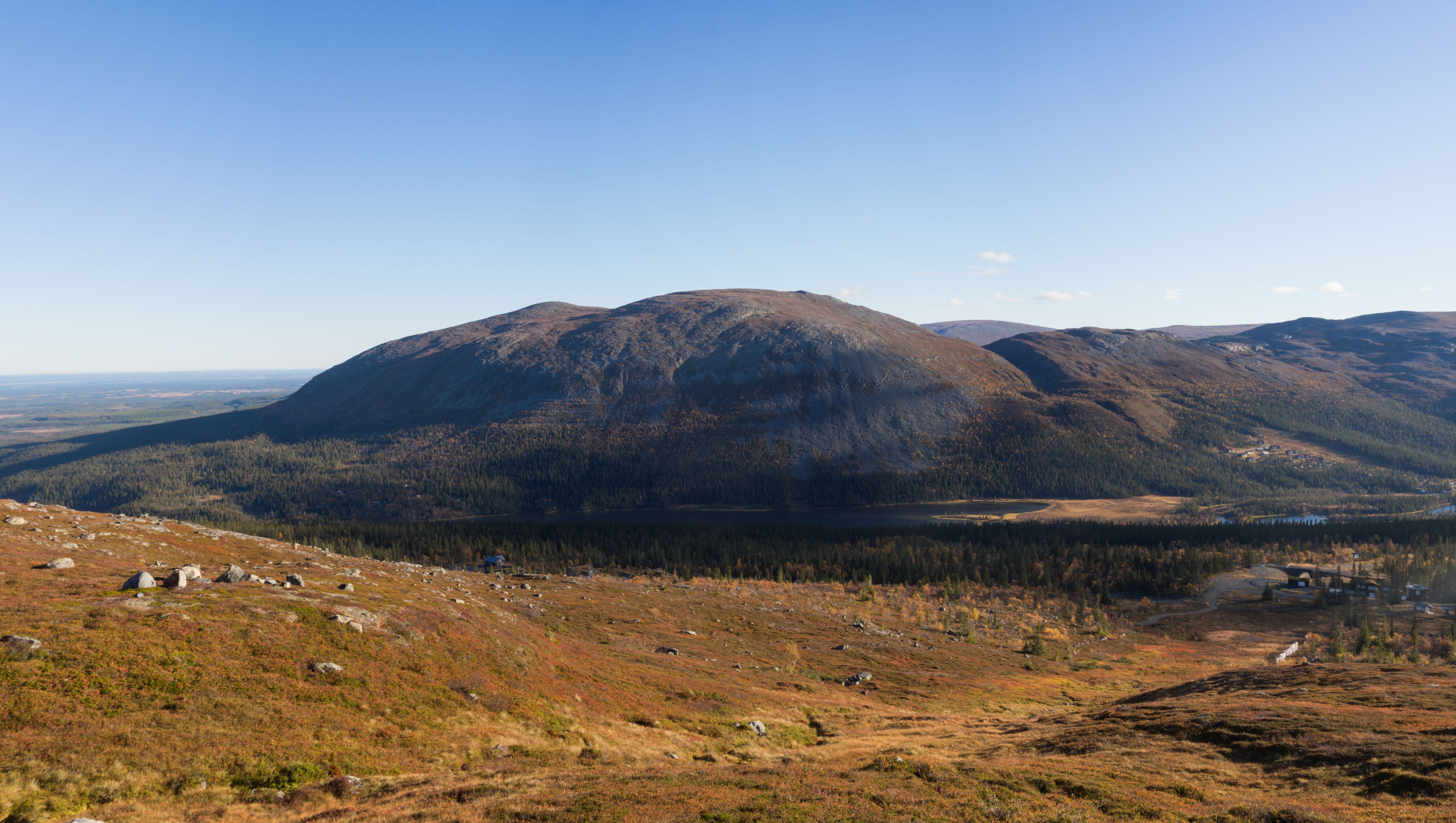
Fjället Drommen i Oviksfjällen, Bydalen

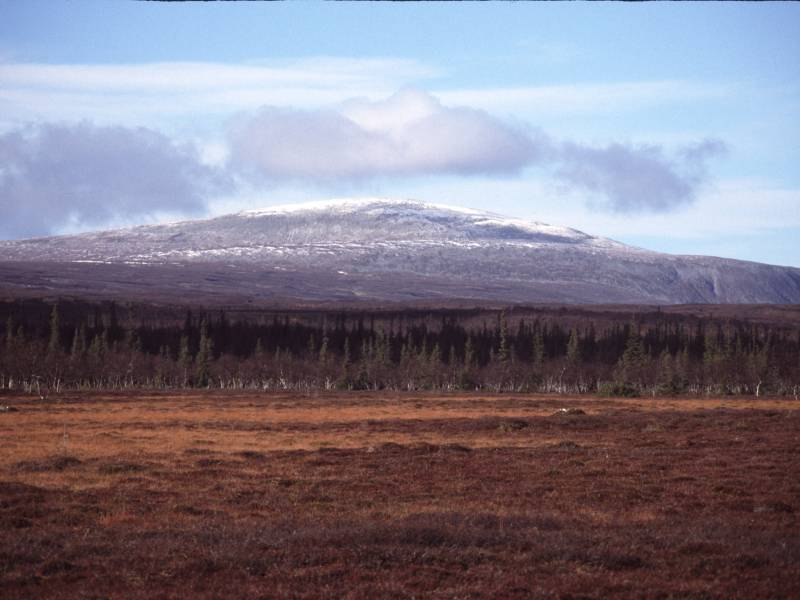
Oviksfjällen

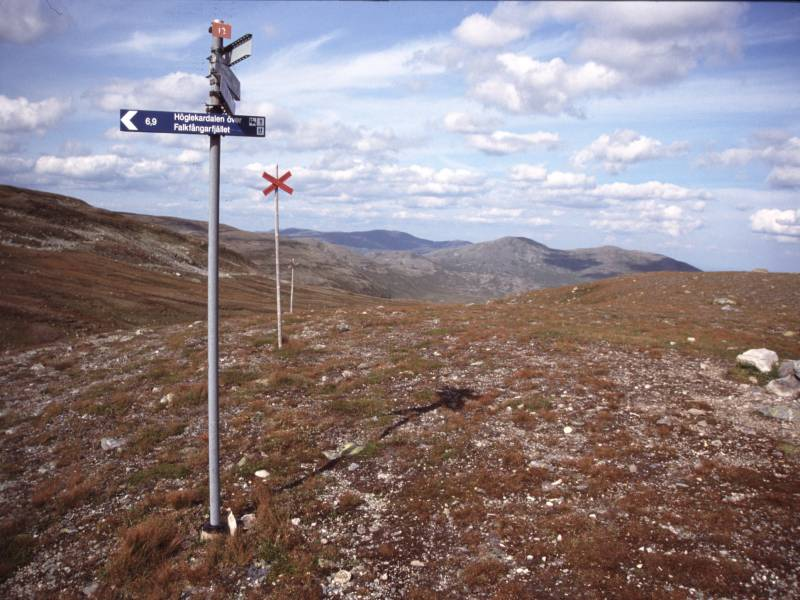
Leder

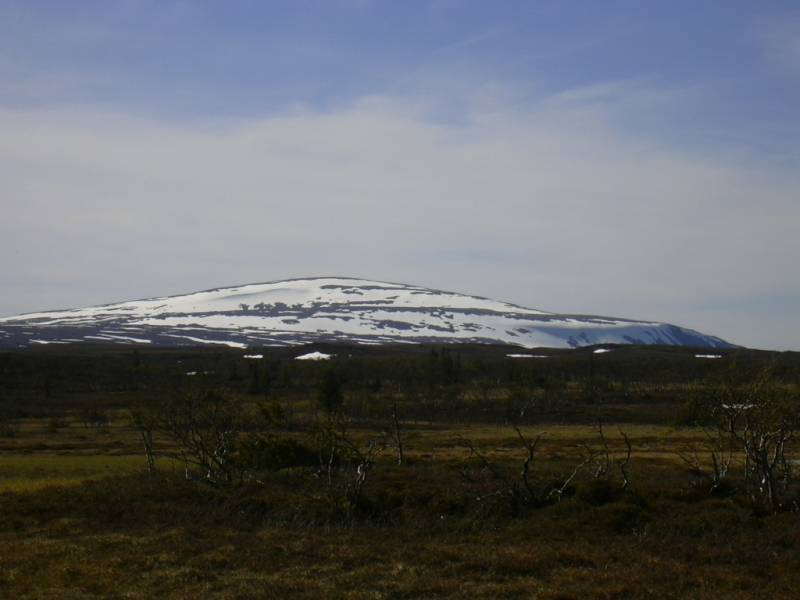
Vy mot Oviksfjällen

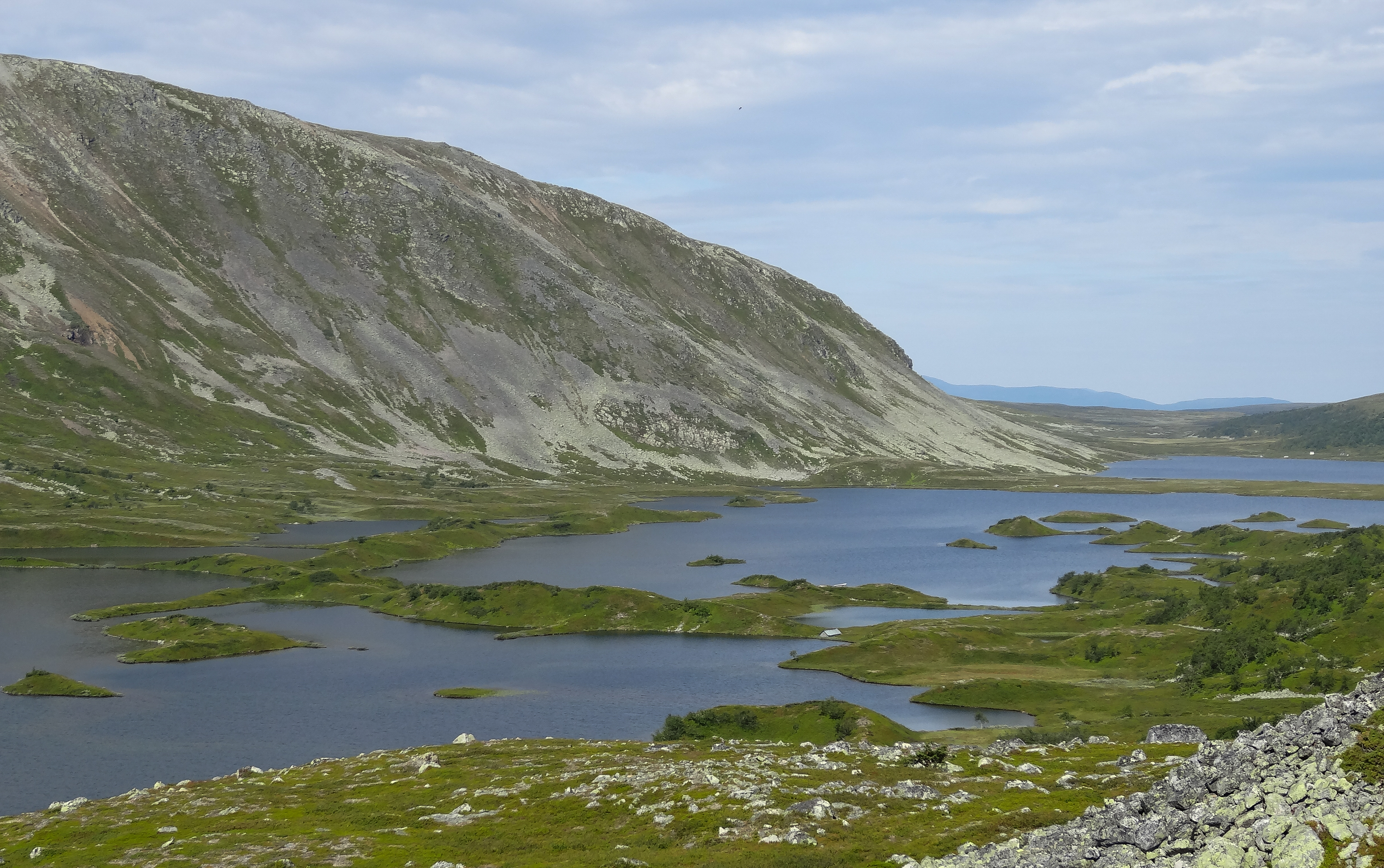
Dörrsjöarna med fjället Hundshögen bakom

Oviksfjällen (sydsamiska: Luvlietjahkh) är ett fjällområde i västra Jämtland, cirka 30 km väster om Storsjön. Fjällen är renbetesområde för Tossåsens sameby. Väster om fjällen ligger Glens sameläger.
Oviksfjällens högsta topp är Hundshögen, 1 372 m ö.h. Söder om Hundshögen ligger Valskaftet. Norr om Hundshögen ligger i ordningsföljd (sett vid horisonten från till exempel Frösön): Storfjället, Östfjället, Falkfångarfjället (sydsamiska: Håltohke), Drommen samt Västerfjället. Mellan Drommen och Västerfjället ligger Bydalen och Höglekardalen. Därifrån utgår flera markerade vandrings- och skidleder som också har ändpunkter i bland annat Arådalen och Gräftåvallen.
Oviksfjällen hör huvudsakligen till Ovikens socken (Bergs kommun), med undantag för Västerfjället som ligger i Hallens socken.
Strax nordost om Hundshögen ligger Dörrsjöarna, vilka huvudsakligen avrinner mot norr genom Lekarån.
Massivet är uppbyggt av kvartsit, som är en hård och motståndskraftig bergart. I de östra delarna finns ett antal smältvattenrännor, som är djupa och har bildads vid inlandsisens avsmältning. Dromskåran är välkänd.